# Teorija diskretnih emocija
Teorija diskretnih emocija tvrdi da postoji mali broj temeljnih emocija, te navodi da su te specifične temeljne emocije biološki određene emocionalne reakcije čiji je izraz i prepoznavanje u osnovi isti za sve pojednice, bez obzira na etničke ili kulturne razlike.

## Obilježja teorije
Teorija diskretnih emocija definira emociju kao zamršen proces unutar neuromuskulaturnih, fenomenoloških i neurofizioloških područja. Pod neuromuskulaturnog područja podrazumjeva se aktivnost lica i uzorak i reakcija tijela. U fenomenološkom aspektu, motivacijsko iskustvo ili iskustvo ima trenutno značenje za pojedinca. Što se tiče neurofiziološkog područja, ono predstavlja obrasce elektrokemijske aktivnosti unutar mozga.
Teorija diskretnih emocija naglašava pet pretpostavki:
1. Postoji manji broj temeljnih emocija
2. Svaka od temeljnih emocija ima različita motivacijska svojstva
3. Temeljne emocije dovode do različitih iskustava i ponašanja
4. Emocije su u interakciji i međusobno se pokreću
5. Emocije utječu i stupaju u interakciju s drugim procesima, kao što su homeostatski, pogonski, perceptivni, kognitivni i motorički procesi

## Povijest
John Watson je vjerovao da se emocije mogu opisati fizičkim stanjima. Edwin Newman i njegovi kolege vjerovali su da su emocije kombinacija nečijih iskustava, fiziologije i ponašanja. Ross Buck je došao s hipotezom povratne sprege lica, "da povratna informacija skeletnih mišića iz izraza lica igra uzročnu ulogu u reguliranju emocionalnog iskustva i ponašanja". Tomkinsova (1962, 1963) ideja bila je pod utjecajem Darwinovog koncepta. Predložio je da postoji ograničen broj pankulturalnih osnovnih emocija ili "programa utjecaja". Njegov zaključak je bio da postoji osam pankulturalnih programa afekta: iznenađenje, zanimanje, radost, bijes, strah, gađenje, sram i tjeskoba. Silvan Tomkins (1962) zaključio je da postoji devet osnovnih emocija: zanimanje, uživanje, iznenađenje, uznemirenost, strah, ljutnja, sram, smrad (reakcija na loš miris) i gađenje. Prema Ekmanu postoji šest osnovnih emocija: ljutnja, gađenje, strah, sreća, tuga i iznenađenje.
U novije vrijeme, Carroll Izard sa Sveučilišta Delaware analitički je ocrtao 12 diskretnih emocija označenih: interes, radost, iznenađenje, tuga, bijes, gađenje, prezir, neprijateljstvo prema sebi, strah, sram, sramežljivost i krivnja (mjereno pomoću njegove Skale diferencijalnih emocija ili DES-IV). Zaključno, nakon izvođenja niza međukulturalnih studija, Paul Ekman i Carroll Izard izvijestili su da postoje različite sličnosti u načinu na koji ljudi diljem svijeta proizvode i prepoznaju izraze lica najmanje šest emocija.

## Skala diferencijalnih emocija (DES)
Skala diferencijalnih emocija (DES) je višedimenzionalna skala za procjenu emocija pojedinca (bilo da su to temeljne emocije ili uzorci emocija). Pomaže u mjerenju raspoloženja na temelju teorije diskretnih emocija Carrolla Izarda.
DES se sastoji od trideset stavki, po tri za svaku od deset temeljnih emocija kako ih je vizualizirao Izard: zanimanje, radost, iznenađenje, tuga, ljutnja, gađenje, prezir, strah, sram/stidljivost i krivnja, koji su predstavljeni na Likertovoj skali od 5 točaka.
Trenutno postoje četiri različite verzije ljestvice. Unatoč različitim verzijama, osnovna ideja vrlo su slične. Od sudionika se traži da ocijene svaku od emocija na skali, a ovisno o danim uputama, ocjenjuju svoje trenutne osjećaje, osjećaje tijekom prošlog tjedna ili dugoročne osobine (tj. koliko često osjećate tu emociju u svom svakodnevni život).

### DES-IV
DES-IV je verzija DES-a u kojoj ima 49 stavki, te se koristi za pregled i ispitivanje učestalosti višestrukih temeljnih ljudskih emocija. 49 stavki DES-IV pomažu u mjerenju 12 osnovnih emocija (interes, radost, iznenađenje, tuga, ljutnja, gađenje, prezir, neprijateljstvo, strah, sram, sramežljivost i krivnja).

## Dokazi
Prvi značajan dokaz koji podupire teoriju diskretnih emocija temelji se na Ekmanovoj (1971) neurokulturalnoj teoriji (prepoznavanje izraza lica i emocija). Podaci prikupljeni iz ovog područja istraživanja doveli su do Izardovog razvoja teorije diskretnih emocija.
Za razliku od Ekmanovog istraživanja i teorije gdje se usredotočuje na objašnjenje univerzalnih i kulturoloških razlika u izrazu emocija na licu, Izard se usredotočuje na funkcije emocija i njihovu ulogu kao komponente u motiviranju ljudskog ponašanja.
Zatim je provedeno je istraživanje na ljudima iz Nove Gvineje koji su bili malo ili nimalo izloženi zapadnjacima, te koji nisu nikada gledali film. Ispitivano je mogu li oni prepoznati emocije koje pripadaju određenim izrazima lica. Istraživači su ljudima pokazali slike ljudi koji prikazuju šest različitih emocija koje su poznate kao temeljne emocije: sreću, ljutnju, tugu, gađenje, iznenađenje i strah. Istraživači su otkrili da stanovnici Nove Gvineje zapravo mogu ukazati na različite emocije i razlikovati ih.
Različiti dijelovi mozga mogu potaknuti različite emocije. Na primjer, amigdala je mjesto straha. Amigdala osjeća strah i upravlja fizičkim radnjama i emocijama. Iz ovog eksperimenta istraživači su zaključili da su te specifične emocije urođene. Također su pogledali slike ljudi u rasponu dobi od dojenčadi do starijih i vidjeli da temeljne emocije izgledaju isto, što dodatno podupire hipotezu o diskretnim emocijama. Osim toga, gluha i slijepa djeca pokazuju tipične izraze lica za te iste osnovne emocije.

## Kritika
Iako su Izardova teorija i diferencijalna skala korištene u više studija, također je kritizirana da je preuska i da se previše usredotočuje na negativne emocije umjesto na održavanje ravnoteže. Također, prema nekim istraživačima ova skala ima nisku unutarnju valjanost i zbog malog broja stavki može uzrokovati probleme s pouzdanošću.
James Russell i Lisa Barrett kritizirali su teoriju diskretnih emocija u nekoliko točaka, što uključuje probleme u pronalaženju korespondencije između diskretnih emocija i aktivnosti mozga, varijabilnost u izrazima lica i ponašanju, te gradacije u emocionalnim reakcijama.
Još jedna kritika Izardovoj skali diferencijalnih emocija bila je da je možda nemoguće uhvatiti male razlike unutar svakodnevnih iskustava bez uključivanja mnogo različitih stanja umjesto upotrebe nespecifičnih pojmova (npr. uznemiren, uznemiren) koji su dvosmisleni i ne odgovaraju jednoj jedinoj emociji. To se odnosi na pozitivne emocije, kao i interes, radost, sreća i uzbuđenje obično se koriste.